# Archidorididae
Archidorididae är en familj av snäckor. Archidorididae ingår i ordningen nakensnäckor, klassen snäckor, fylumet blötdjur och riket djur. Enligt Catalogue of Life omfattar familjen Archidorididae 8 arter.
Kladogram enligt Catalogue of Life och Dyntaxa:
| Archidorididae | \| \| Archidoris \| \| \| \| \| \| Atagema \| \| \| \| |
|                | \| \| Archidoris \| \| \| \| \| \| Atagema \| \| \| \| |
|                | Archidoris                                             |
|                |                                                        |
|                | Atagema                                                |
|                |                                                        |

## Bildgalleri

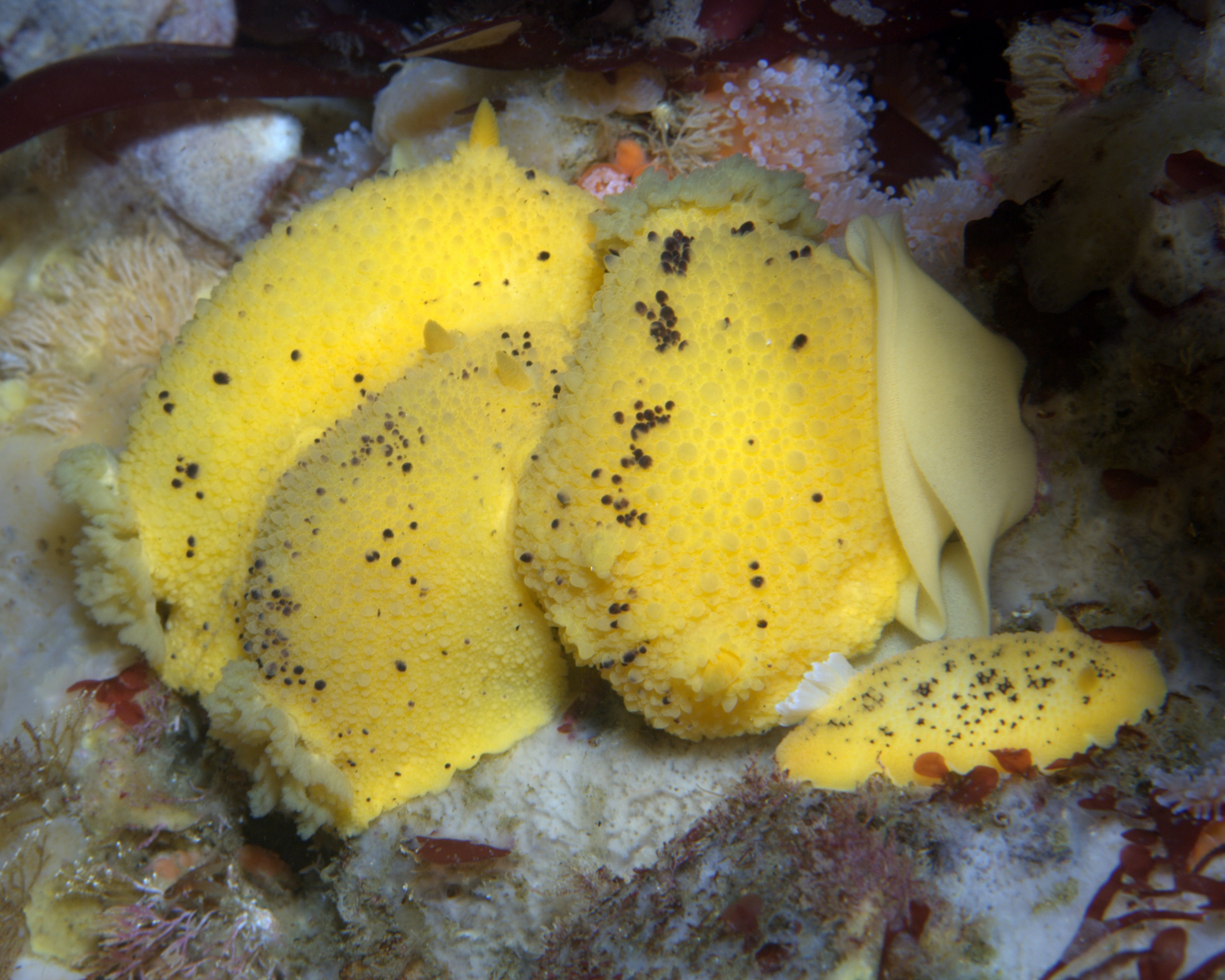